# سد کلیپبرگ
سد کلیپبرگ (به لاتین: Klipberg Dam) یک سد قوسی در آفریقای جنوبی است که در McGregor, Western Cape واقع شده‌است.